# Evelyn McHale
Evelyn Francis McHale (20 de setembro de 1923 – 1 de maio de 1947) foi uma escriturária americana que cometeu suicídio pulando da plataforma de observação do 86º andar do Empire State Building em 01 de maio de 1947.
Uma fotografia tirada quatro minutos depois de sua morte pelo estudante de fotografia Robert Wiles é atualmente considerada uma das mais emblemáticas fotografias de suicídio da história, referida como "o mais belo suicídio".

## Vida
Evelyn McHale nasceu em Berkeley, California, uma dos nove filhos de Helen e Vincent McHale.
Vincent era auditor bancário e mudou-se para Washington DC em 1930. Seus pais se separaram e Vincent ganhou a custódia de todos os filhos e se mudou para Tuckahoe, Nova Iorque.
Depois de concluir o ensino médio, Evelyn juntou-se à Women's Army Corps (um departamento para mulheres do Exército Americano para serviços administrativos/burocráticos), e foi designada para Jefferson City, Missouri.
Posteriormente mudou-se para Baldwin, Nova Iorque, e foi contratada como escriturária na Compania de Entalhaçao Kitab, na Pearl Street. Conheceu seu noivo Barry Rhodes, um estudante universitário dispensado das Forças Aéreas do Exército dos Estados Unidos.

### Morte
Em 30 de abril de 1947, McHale pegou um trem de Nova York para Easton, Pensilvânia para visitar Rhodes. No dia seguinte, depois de deixar a residência de Rhodes, ela voltou para Nova York e foi para o Empire State Building, de onde saltou do observatório do 86º andar.
Rhodes não notou qualquer indicação de suicídio antes de McHale partir. O Detetive Frank Murray encontrou sua nota de suicídio em uma agenda preta ao lado de seu cuidadosamente dobrado casaco de pano sobre a parede da plataforma de observação que dizia:
Eu não quero que ninguém, de dentro ou de fora da minha família, veja qualquer parte de mim. Você pode destruir meu corpo por cremação? Peço à você e à minha família – não façam qualquer cerimônia para mim ou lembrança de mim. Meu noivo me pediu para casar com ele em junho. Não acho que eu daria uma boa esposa para ninguém. Ele ficará muito melhor sem mim. Diga ao meu pai que eu tenho muitas das tendências de minha mãe.
Seu corpo foi identificado por sua irmã, Helen Brenner.
De acordo com os seus desejos, ela foi cremada sem memorial, serviço ou sepultura.
Barry Rhodes tornou-se engenheiro e nunca casou. Faleceu em Melbourne, Florida, a 9 de Outubro de 2007.

## Legado
A foto de seu corpo, tirada por Robert Wiles, é comparada à fotografia de Malcolm Wilde Browne da autoimolação do monje budista vietnamita Thích Quảng Đức, que ateou fogo em si mesmo em uma movimentada intersecção de Saigon em 11 de junho de 1963, a qual é amplamente considerada uma das fotografias de suicídio mais icônicas. Ben Cosgrove da revista Time descreveu a foto como "tecnicamente rica, visualmente atraente e [...] absolutamente linda". Cosgrove descreveu seu corpo como "descansando [ou] cochilando em vez de [...] morto" e parece que ela está "sonhando acordada com seu namorado".
Andy Warhol usou a foto de  Wiles em uma de suas impressões intitulada Suicídio (Corpo Caído).
Sua foto também foi usada na capa do álbum Surviving You, Always, da banda americana Saccharine Trust, lançado em 1984 pela SST Records.